# 图里-费罗特
图里-费罗特（法語：Thoury-Férottes，亦作，法語發音：[tuʁi feʁɔt] ⓘ）是法国塞纳-马恩省的一个市镇，属于普罗万区。

## 地理
图里-费罗特（48°17'29"N, 2°56'32"E）面积16.49 平方千米，位于法国法蘭西島大區塞纳-马恩省，该省份为法国北部内陆省份，北起瓦兹省，西接埃松省、马恩河谷省、塞纳-圣但尼省和瓦兹河谷省，南至卢瓦雷省，东南接约讷省，东临马恩省和奥布省，东北接埃纳省。
与图里-费罗特接壤的市镇（或旧市镇、城区）包括：舍夫里昂瑟雷讷、埃芒、弗拉日、洛雷勒博卡日-普雷欧、努瓦西-吕迪尼翁、维勒马雷沙勒。

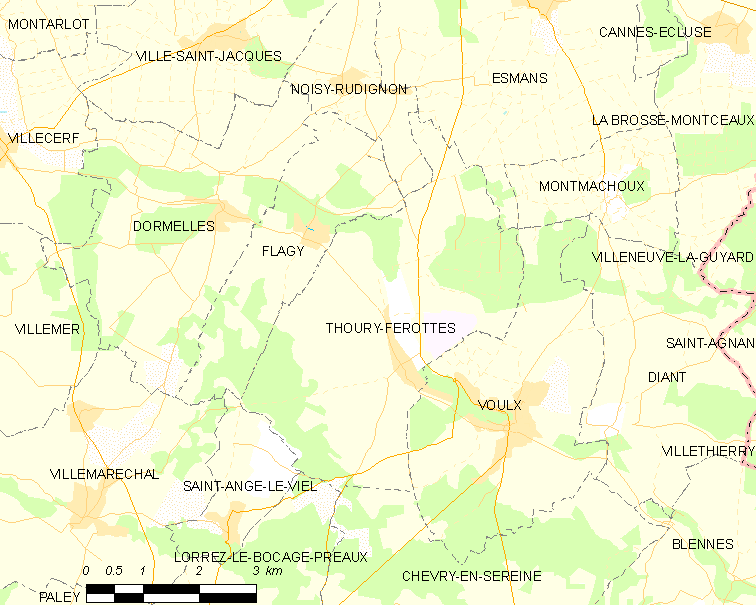
图里-费罗特的OSM定位图

图里-费罗特的时区为UTC+01:00、UTC+02:00（夏令时）。

## 行政
图里-费罗特的邮政编码为77940，INSEE市镇编码为77465。

## 政治
图里-费罗特所属的省级选区为讷穆尔县。

## 人口

1962-2008年间图里-费罗特人口变化图示

图里-费罗特于2022年1月1日时的人口数量为653人。